# 松戸市立根木内中学校
松戸市立根木内中学校（まつどしりつ ねぎうちちゅうがっこう、英: Matsudo municipal - Negiuchi Junior High School）は、千葉県松戸市小金原一丁目にある市立中学校。通称は「根木中」（ねぎちゅう）。
校内服や上履きにおいて学年カラーが定められており、入学した年（西暦）を3で割って割り切れる年が緑、3で割って2あまる年が赤、1あまる年が青である。

## 沿革

### 経緯
小金原地区、小金原団地の開発や造成に伴う人口増のため、1978年に松戸市立栗ヶ沢中学校、松戸市立小金南中学校の学区の各一部より分割され開校した。
1,2学年3クラス、3学年4クラス
学年クラスであり、近隣の中学校とくらべ規模が比較的小さいことが特徴である。
ANP（アカルイ根木中project）と題して、学校を明るくする活動が、生徒会総務を中心として行われている。
部活動が盛んであり、全生徒数の割にたくさんの生徒が千葉県総合体育大会に出場している。

### 年表
- 1978年 (昭和52年) 4月1日 - 開校。
- 1978年 (昭和52年) 6月20日 - プール完成
- 1978年 (昭和52年) 8月21日 - 体育館竣工
- 1978年 (昭和52年) 9月1日 - 校章制定
- 1978年 (昭和52年) 10月1日 - 校歌制定
- 2008年 (平成20年) 12月17日 - 体育館耐震化工事完了
- 2011年 (平成23年) - 柔道部・バスケットボール部が新設。
- 2013年 (平成25年)夏 - アスベスト対策(除去・囲い込み)工事を実施。

## 教育方針
- 教育目標 - ーー
- 生徒指導目標 - できる根木中生[要出典]

## 学校行事
| - 4月 - 入学式・新入生歓迎会（対面式・オリエンテーション） - 5月 - 1年校外学習 - 6月 - 生徒総会、2年生林間学園、期末テスト、3年生修学旅行 | - 7月 - 部活動激励会、終業式、各部活動大会、コンクールなど - 8月 - 9月 - 飛翔祭体育の部（体育祭） | - 10月 - 中間テスト、東葛駅伝壮行会、生徒会役員選挙 - 11月 - 飛翔祭文化の部（合唱コンクール） - 12月 - 終業式 | - 1月 - 伝統芸能鑑賞会 - 2月 - 期末テスト - 3月 - 3年生を送る会、卒業式 |

## 部活動
- 運動系部活動
  - 野球部（男）
  - サッカー部（男）
  - ソフトテニス部（女）
  - バスケットボール部（女）
  - バレーボール部（男・女）
  - 卓球部（男・女）
  - 陸上部（男・女）
    - 駅伝部（男・女）

  - 剣道部（男・女）
- 文化系部活動
  - 吹奏楽部（男・女)
  - 科学部（男・女）
  - 美術部（男・女）

## 通学区域
- 松戸市[3]
  - 根木内（国道6号より東側）
  - 小金きよしケ丘四丁目、五丁目
  - 久保平賀（国道6号より東側）
  - 小金原一～四丁目

## 進学前小学校
- 松戸市立根木内小学校

## 学区内の主な施設
- ユーカリ交通公園
- 根木内歴史公園
- つばめ公園
- 久保平賀公園
- 松戸市立コアラ保育所

## 交通
- JR常磐線北小金駅より徒歩約21分（経路案内）
- 京成バス交通公園バス停留所で下車、徒歩約3分（経路案内）

## 卒業生
- 平木理化[要出典](元プロテニス選手)